# Capitulatio de partibus Saxoniae
Capitulatio de partibus Saxoniae (slovensko Odloki v zvezi s Saško) je bil zakonik Karla Velikega, ki se je objavil in izvajal med Sasi med saškimi vojnami. Njegovo izdajo se običajno datira v Karlov pohod leta 782 in včasih  leta 785. Možen je tudi mnogo kasnejši datum leta 795.
Zakonik je za težke prestopke Sasov,  med katere je spadala tudi zavrnitev prestopa iz germanskega poganstva v krščanstvo, predpisoval smrtno kazen. Za manjše prestopke je predpisoval denarna kazni. Nekateri Sasi so Karlove zakone in poskuse pokristjanjevanja zavračali in se upirali tudi po Karlovi smrti leta 814. 
8. člen Capitulatio de partibus Saxoniae, ki govori o pokristjanjevanju, pravi: 
Če se bo odslej kateri koli Sas skril v želji, da bi ostal nekrščen, zaničeval svoj krst in želel ostati pogan, naj se kaznuje s smrtjo.
Znanstvenik Pierre Riché ima zakonik za »kapitular terorja« in dodaja, da se na pokol v Verdenu, v katerem je Karel Veliki leta 782 pobil 4.500 ujetih Sasov, lahko gleda kot na uvod v kasnejši zakonik.